# Ford DN5
Ford DN5 — автомобильная платформа производства Ford Motor Company.

## История
В первоначальном виде платформа Ford DN5 выпускалась с 1985 по 1995 год. Платформа разработана по мере того как компания Ford начала выпускать переднеприводные среднеразмерные седаны. Вариант с длинной колёсной базой, получивший индекс FN9, впервые был представлен в 1988 году на Lincoln Continental. С 1994 года на платформе, получившей индекс WIN88 выпускались минивэны Ford Windstar.

## Модельный ряд
- 1986—1995 Ford Taurus
- 1986—1995 Mercury Sable[2]
- 1988—2002 Lincoln Continental
- 1995—1998 Ford Windstar